# دل وکسیت

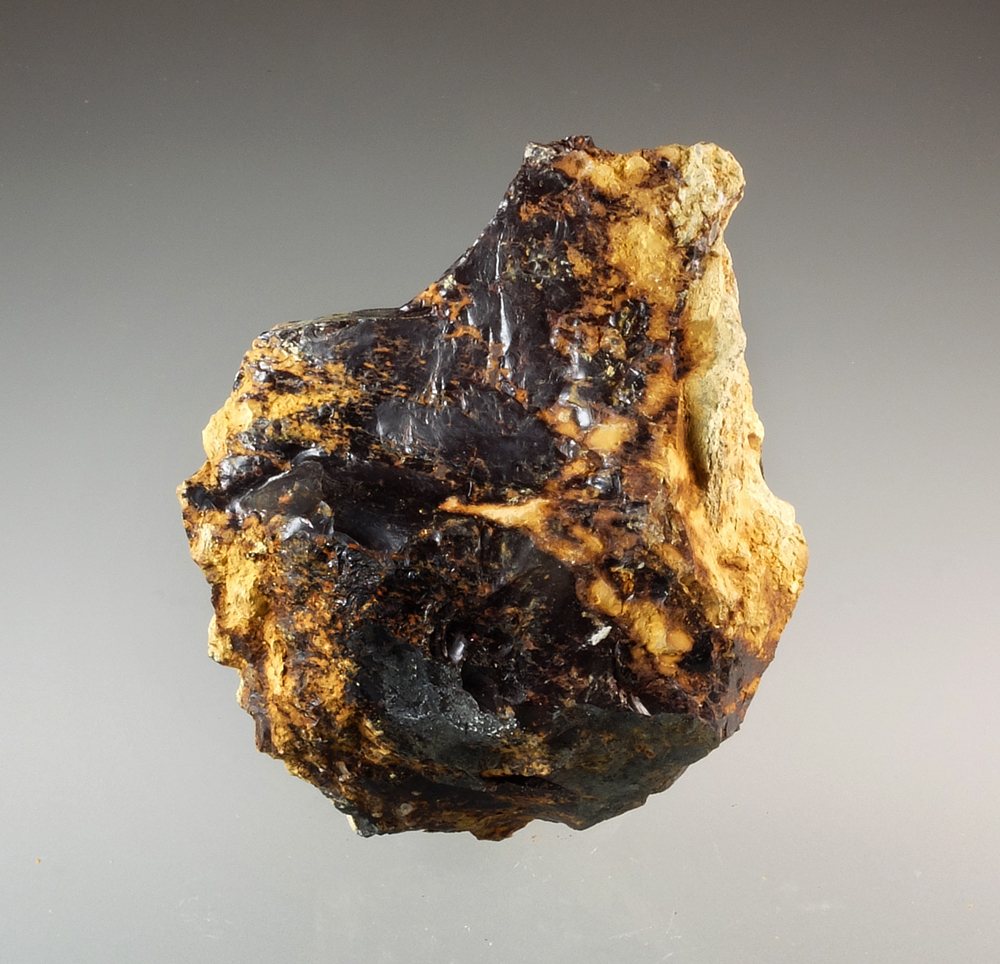

دل وکسیت  (به انگلیسی: Delvauxite) با فرمول شیمیایی Fe2 3+[(OH)3 - P04]. 35- H2O از مجموعه کانی هاست و درآب می‌جوشد و از هم می‌پاشد. ازنام شیمیدان J.S.Delvaux de Feuffe گرفته شده‌است. درآب می‌جوشد و از هم می‌پاشد. Fe2O۳:۴۹٫۷۹٪  P2O۵:۲۲٫۱۳٪  H2O:۲۸٫۰۸٪  برای اولین بار در روسیه کشف شد و از نظر شکل بلور: ناشناخته، رنگ: قهوه‌ای - زرد قهوه‌ای - قهوه‌ای قرمز -قهوه‌ای تیره، شفافیت: غیر شفاف، شکستگی: صدفی، جلا: شیشه‌ای - چرب، رخ: ندارد، سیستم تبلور: ناشناخته و در رده‌بندی فسفات است  و منشأ تشکیل آن ثانوی است.
همایند کانی‌شناسی (پارانژ) آن - لیمونیت- هماتیت و غیره است.
، از نظر ژیزمان کنکرسیون - استالاگتیتی - پوسته‌ای یا قشری - توده‌ای تقریباْ کمیاب است و بیشتر در بلژیک، چک اسلواکی، آلمان، اطریش و روسیه یافت می‌شود.

## منبع
- پردیس کشاورزی ایران